# Basa (Népal)
Pour les articles homonymes, voir Basa.
Basa (en népalais : बासा) est un comité de développement villageois du Népal situé dans le district de Solukhumbu. Au recensement de 2011, il comptait 3 256 habitants.